# Kiki de Montparnasse
Pour les articles homonymes, voir Prin, Kiki et Montparnasse.
Alice Prin, dite Kiki de Montparnasse ou simplement Kiki, également surnommée « la Reine de Montparnasse », est un modèle français, née le 2 octobre 1901 à Châtillon-sur-Seine (Côte-d'Or) et morte le 23 mars 1953 à Paris 7e.
Muse et parfois amante d’artistes célèbres, elle est aussi chanteuse, danseuse, gérante de cabaret, artiste peintre et actrice de cinéma. Durant l’entre-deux-guerres (1921-1939), elle anime le quartier du Montparnasse.

## Biographie

### Enfance
Enfant illégitime, la jeune Alice Ernestine Prin est élevée par sa grand-mère dans une grande pauvreté. En 1913, elle quitte Châtillon-sur-Seine en Bourgogne pour rejoindre sa mère, Marie Prin, linotypiste à Paris. En 1916, Marie Prin rencontre Noël Delecœuillerie, un jeune homme revenu blessé du front, qu’elle épouse deux ans après.

### Modèle
En 1914, Marie Prin retire Alice de l'école pour la faire travailler comme apprentie. Ainsi, dès 13 ans, Alice est successivement brocheuse, fleuriste, laveuse de bouteilles chez Félix Potin et visseuse d’ailes d’avion. En 1917, elle est bonne à tout faire chez une boulangère, place Saint-Georges (Paris 9e). Se révoltant contre les mauvais traitements qu’elle subit, elle est renvoyée. 

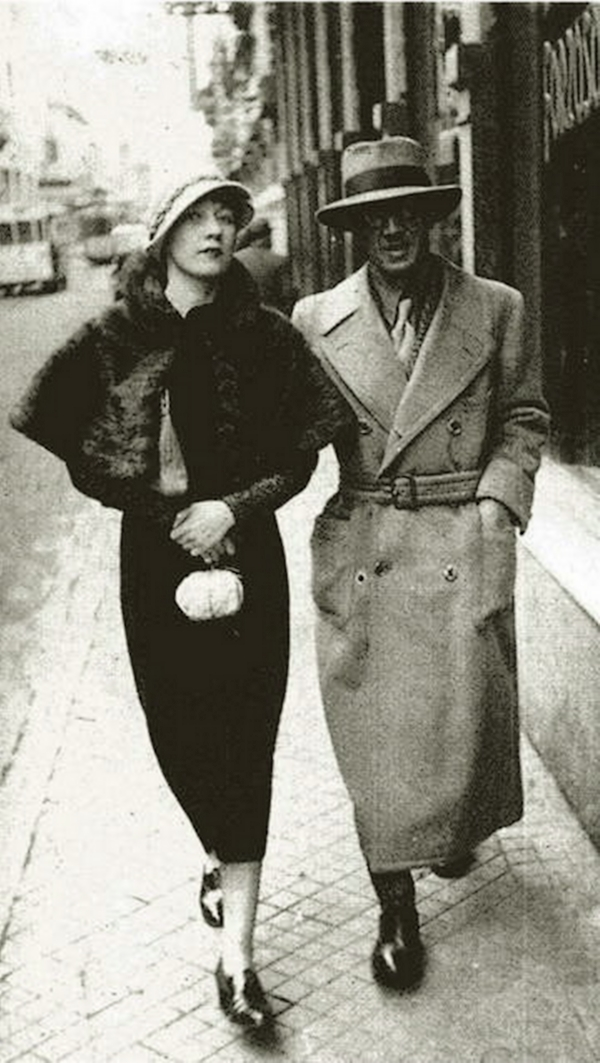
Kiki de Montparnasse et Tsugouharu Foujita en 1926, Iwata Nakayama.

Pour gagner de quoi vivre, elle devient modèle, posant nue chez un sculpteur, ce qui cause une violente dispute avec sa mère qui l’expulse de chez elle malgré l’hiver. Elle est recueillie par le peintre juif biélorusse Chaïm Soutine (1893–1943) pour lequel elle pose. Elle fréquente la brasserie La Rotonde au quartier du Montparnasse à Paris mais au bar seulement car pour avoir le droit de s’asseoir dans la salle, une femme doit porter un chapeau. En 1918, elle se met en ménage avec Maurice Mendjizki (1890-1951), un peintre juif polonais.
Elle pose pour les peintres Amedeo Modigliani et Tsugouharu Foujita dont le Nu couché à la toile de Jouy sera l'événement du Salon d'automne de 1922. Moïse Kisling, qui lui a trouvé le surnom de « Kiki », l'a également peinte à de nombreuses reprises. Elle adopte la coupe au carré, les yeux abondamment soulignés de khôl, les lèvres peintes de rouge vif et le pseudonyme Kiki, qui ajoutent à son succès.

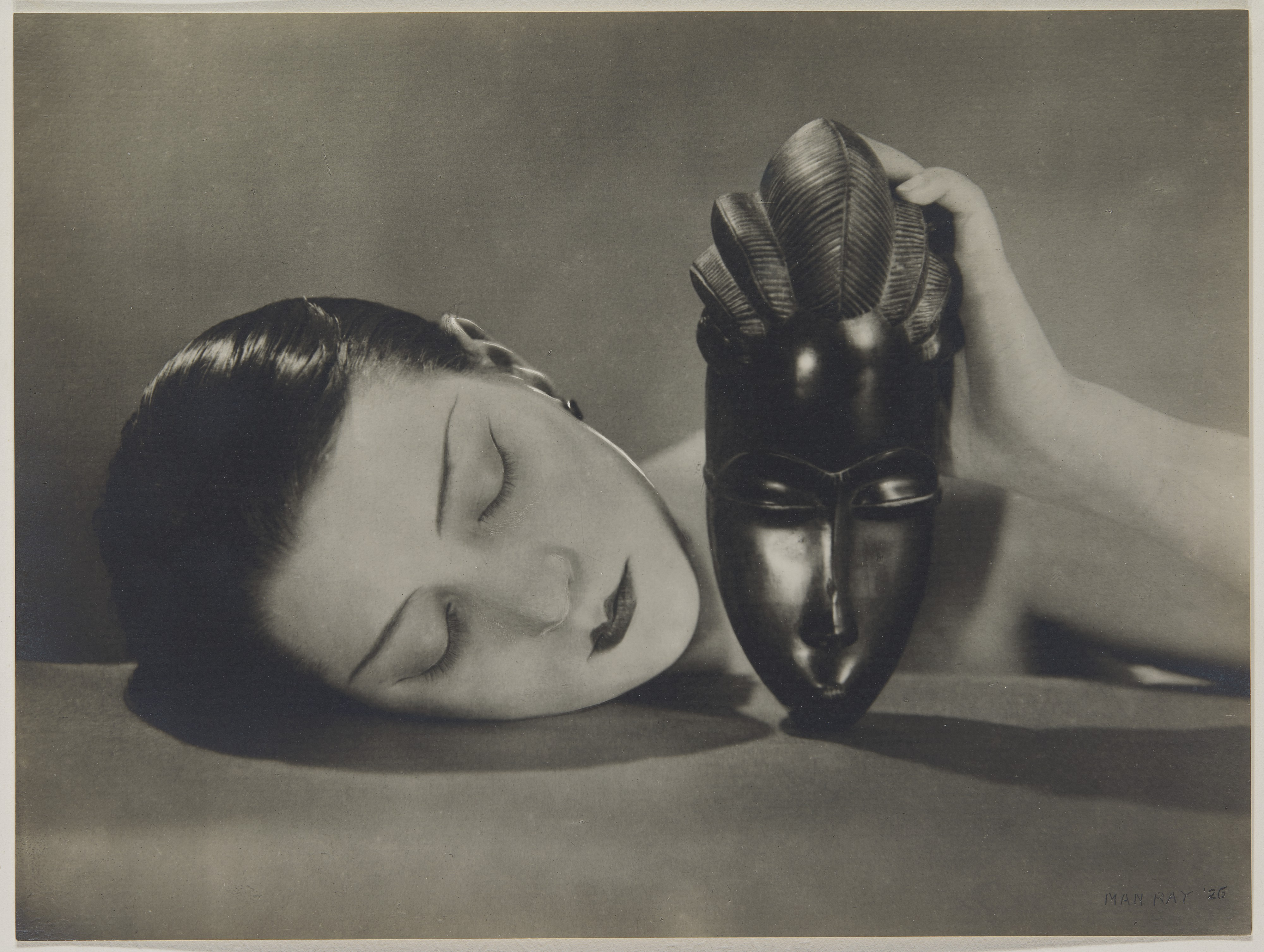
Kiki, Noire et Blanche par Man Ray.

En 1921, elle devient la compagne et le modèle préféré de Man Ray qui trouve son physique « de la tête aux pieds, irréprochable ». Il la photographie notamment à côté d'un masque baoulé, ainsi que de dos, nue, pour un célèbre cliché auquel il ajoute deux ouïes de violon et qu'il intitule Le Violon d'Ingres, en 1924. Dorénavant elle devient la reine de La Rotonde : « C'est Kiki, la seule, l'unique qui traverse majestueusement les salles, flanquée du fidèle Man Ray » qui lui fait rencontrer les dadas Tristan Tzara, Francis Picabia et les surréalistes Louis Aragon, André Breton, Paul Éluard, Max Ernst et Philippe Soupault.
Elle vit un temps[Quand ?] avec le danseur Vaslav Nijinski.

### Peintre

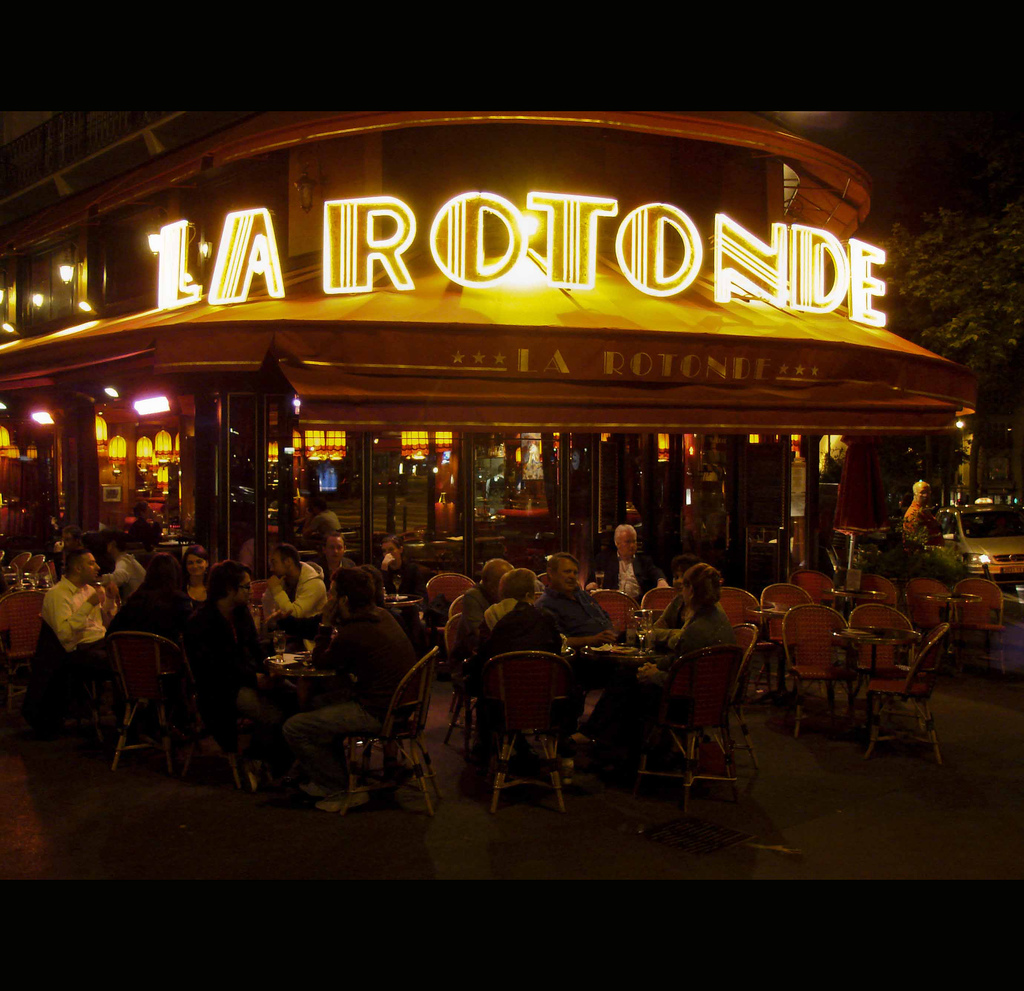
La Rotonde à Montparnasse.

Elle commence également à dessiner des portraits pour les soldats britanniques et américains qui fréquentent La Rotonde. Par la suite, elle expose régulièrement ses peintures dans des galeries parisiennes, notamment en 1927 dans la galerie Au Sacre du printemps, en 1930, dans la prestigieuse galerie Georges Bernheim, en 1931, galerie Jean Charpentier, rue du Faubourg-Saint-Honoré. Le sculpteur Pablo Gargallo fait son portrait en bronze doré en 1928.
En 1929, Kiki devient la maîtresse du journaliste Henri Broca (18..-1935). Ce dernier fonde le magazine Paris-Montparnasse où paraissent les premiers chapitres du livre de souvenirs que Kiki écrit, et qu'il publie ensuite : Les souvenirs de Kiki. Malgré l’engagement du journaliste américain Edward William Titus, époux d’Helena Rubinstein, les autorités douanières refusent l’introduction du livre aux États-Unis pour cause de propos jugés « scabreux ».

### Chanteuse
Kiki est élue « Reine de Montparnasse »,. Cependant sa mère, puis Henri Broca sombrent dans la folie. Pour parer aux frais médicaux, elle fait le tour des boîtes de nuits où elle chante (notamment au Jockey rue Campagne-Première) et danse. Le 14 novembre 1930, elle débute au Concert Mayol dans la revue « Le Nu sonore » de Léo Lelièvre, Henri Varna et Marc-Cab. Elle conduit la revue avec Tonton de Montmartre. En janvier 1931, elle chante à La Jungle, en 1932 à L'Escale ; cette année-là, elle a un engagement à Berlin. En 1936, elle chante Nini peau d'chien au « Noël 1900 » présenté au moulin de la Galette. Elle chante aussi dans le célèbre cabaret de la rue de Penthièvre, Le Bœuf sur le toit, lieu où Man Ray expose ses photographies. Elle se rend aux studios de la Paramount Pictures (Kaufman Astoria Studios) de New York, mais sans résultat.
Buvant trop et se nourrissant mal, Kiki pèse 80 kg en 1934. La presse semble d'ailleurs s'en amuser puisqu'en 1936, elle relate qu'à la suite d'un régime, Kiki passe de 80 kg à 57 kg. Ce qui ne l’empêche pas de poser pour le peintre norvégien Per Krohg qui, trouvant sa « croupe très belle », pense « à un trois-mâts toutes voiles dehors »[réf. nécessaire]. Henri Broca meurt en 1935.
De janvier 1935 à janvier 1937, elle chante régulièrement au Cabaret des fleurs au 47 rue du Montparnasse.
En 1937, elle ouvre son propre établissement, Babel chez Kiki, rue Vavin. André Laroque, pianiste et accordéoniste de ce cabaret, agent des contributions indirectes le jour, devient son nouvel amant. Il aide Kiki à se défaire de la drogue et tape à la machine son second livre de souvenirs, Souvenirs retrouvés, qui ne sera publié qu'en 2005. En 1939, elle chante au cabaret Le Gipsy's au 20, rue Cujas. Le 19 décembre 1942, elle fait sa rentrée au Jockey, 127 boulevard Montmartre et s'y produit jusqu'au mois de juillet 1943.

### Fin de vie

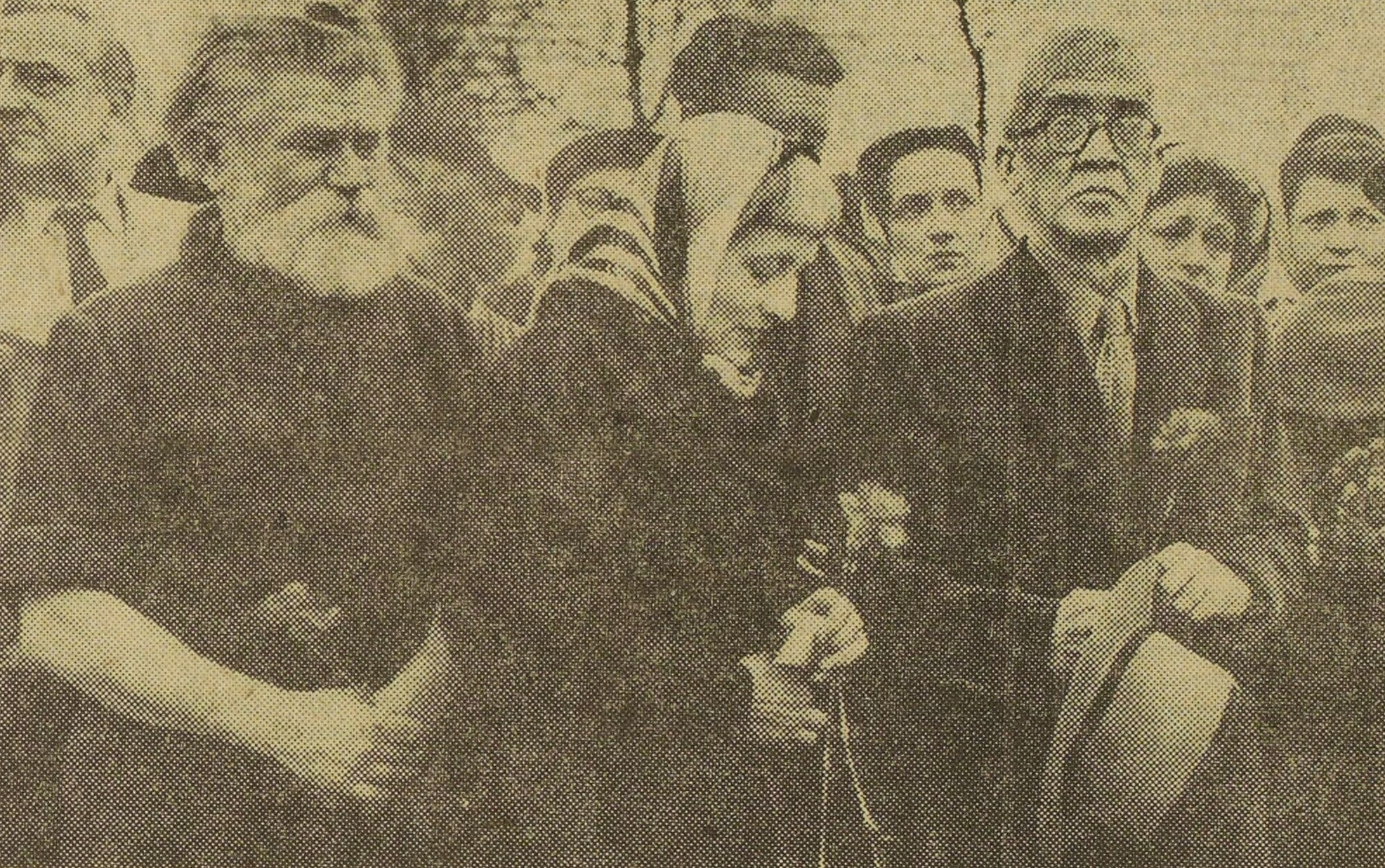
Georges Florian, Thérèse Treize et Tsugouharu Foujita à l'enterrement de Kiki (27 mars 1953).

En 1952, Frederick Kohner, qui fut déniaisé par elle à l'âge de 19 ans, la revoit : 

« La porte du bar s'ouvrit... Je la vis entrer. Elle portait un manteau de phoque très usé et un chapeau d'une taille ridicule, avec une voilette qui cachait ses yeux... J'eus un choc... J'avais l'impression qu'une terrible explosion s'était produite, ne laissant rien que d'horribles ruines. Je scrutais son visage tandis qu'elle titubait vers le bar... Son visage était ravagé par l'âge au point de la rendre méconnaissable. C'était un visage où l'on sentait la mort toute proche, où l'on devinait déjà le cadavre. Un maquillage outrancier ne faisait qu'accentuer l'impression de décomposition qu'il donnait. »

En 1953, âgée de 51 ans, Kiki meurt à l'hôpital Laennec de Paris. Elle est inhumée au cimetière parisien de Thiais mais sa tombe est reprise en 1974. Léonard Foujita, son amie Thérèse Treize et un autre ex-« Montparno », Georges Florian, assistent à son enterrement.
L'écrivain Ernest Hemingway lui rendra un brillant hommage.

## Galerie

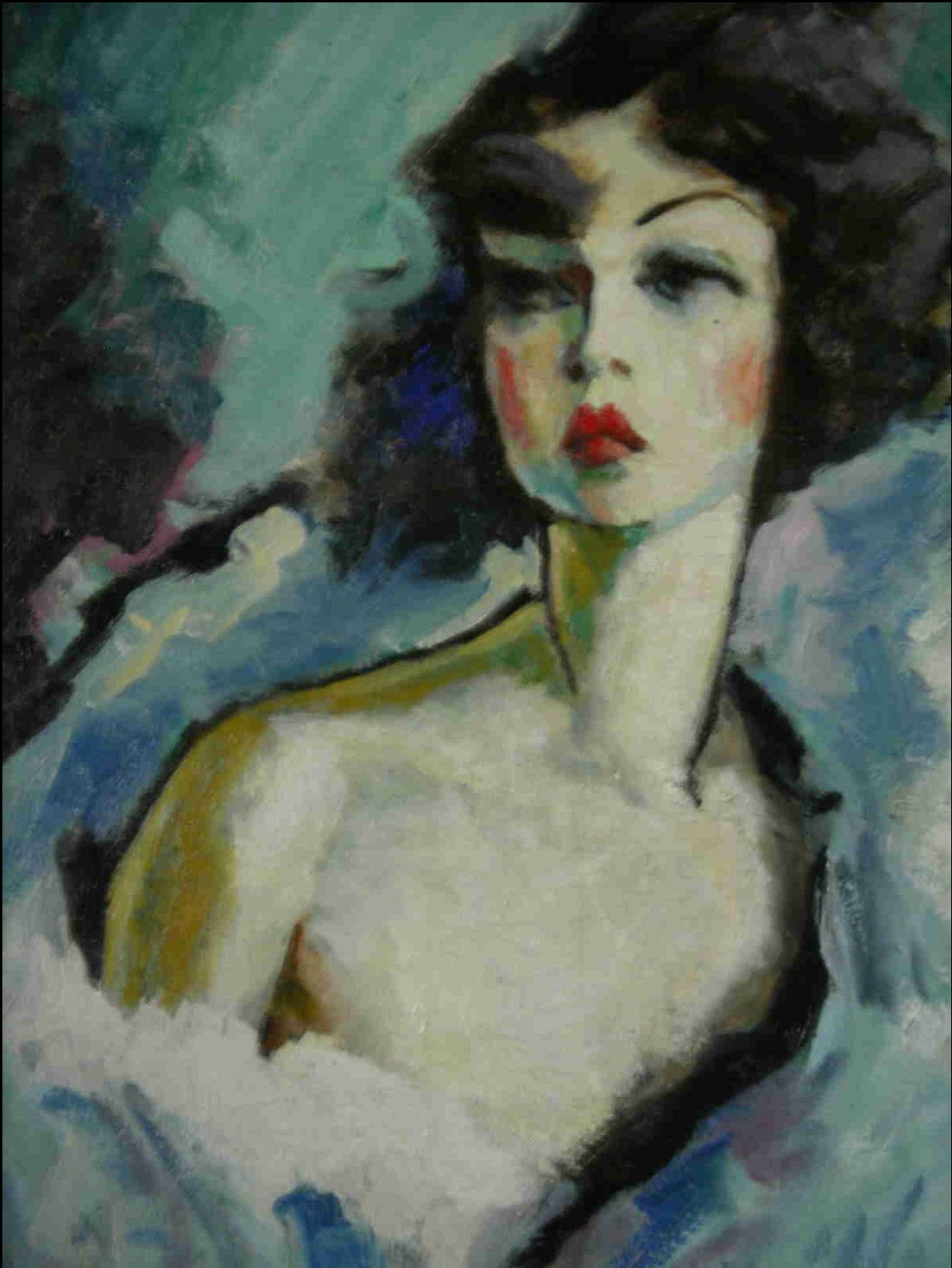
Kiki de Montparnasse par Constant Detré (vers 1920-1925).
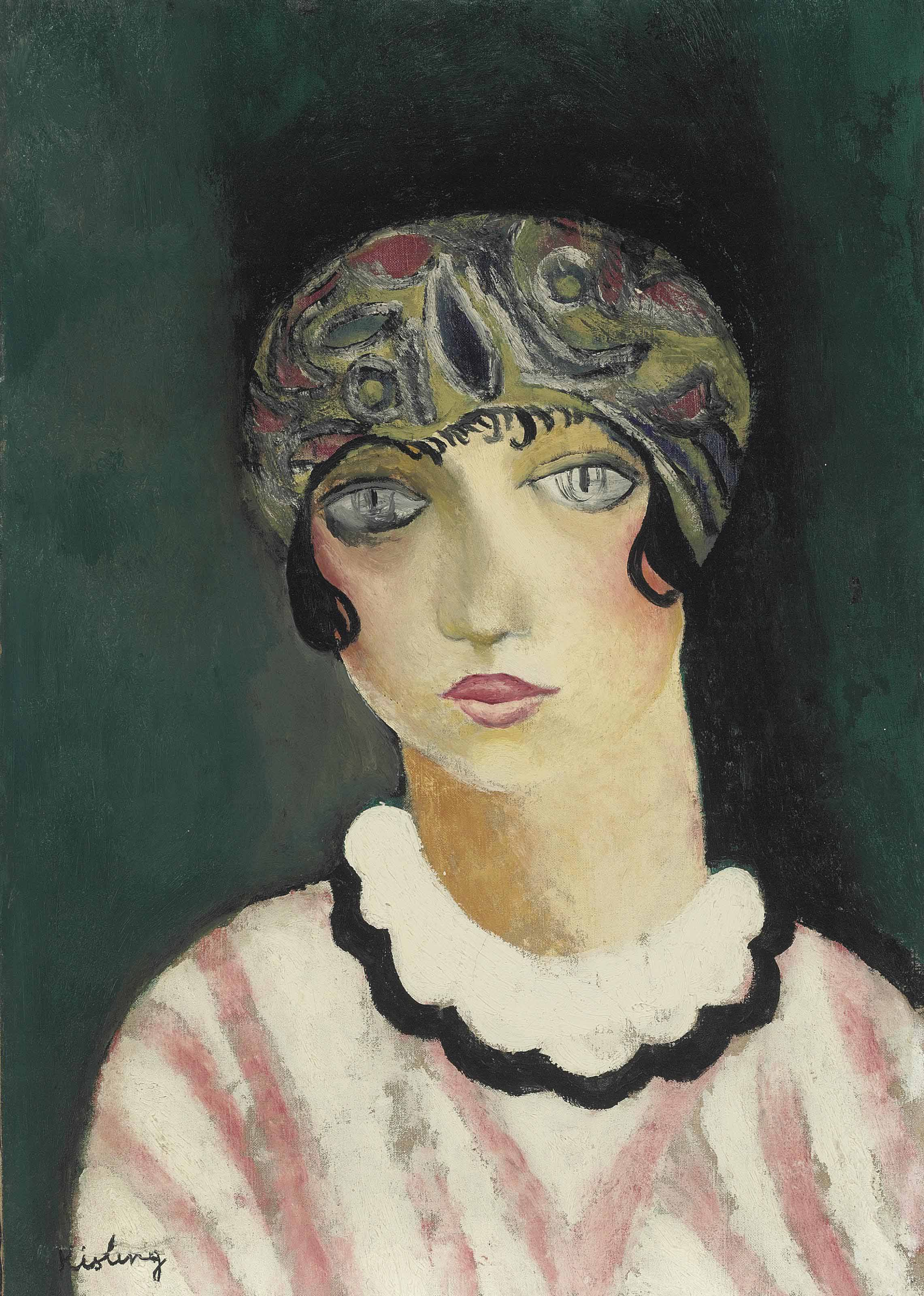
Kiki de Montparnasse, huile sur toile de Moise Kisling (1925)
Kiki de Montparnasse par Pablo Gargallo, bronze, Musée Goya (1928).
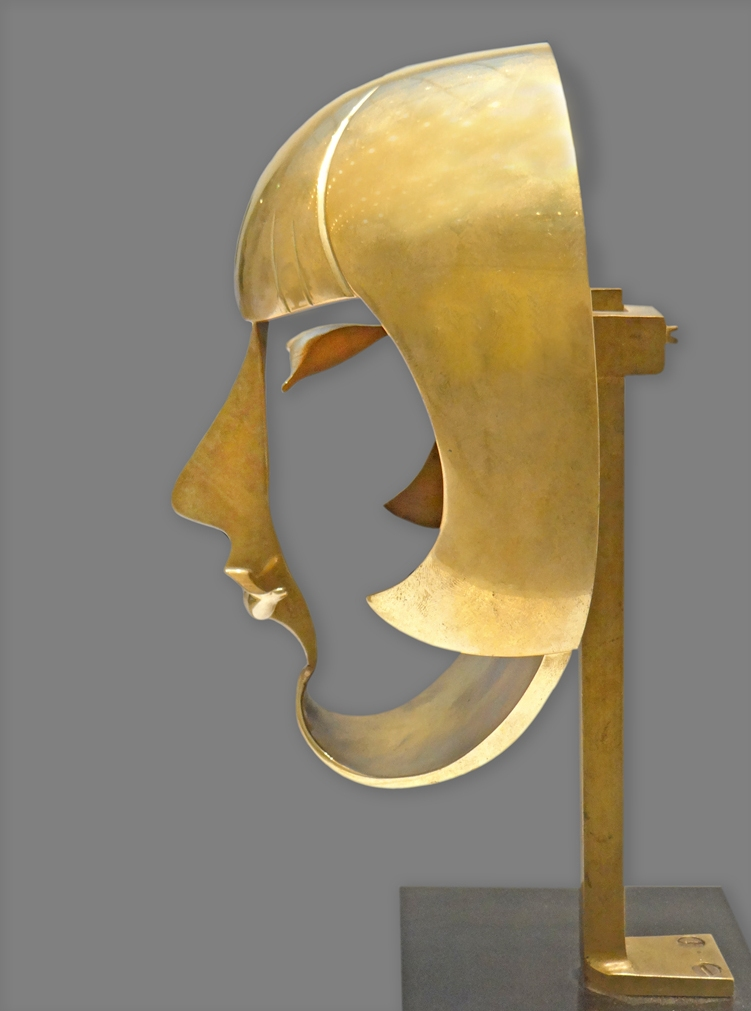
Vue de profil de Kiki de Montparnasse par Pablo Gargallo, laiton, musée d'art moderne de la ville de Paris (1928).
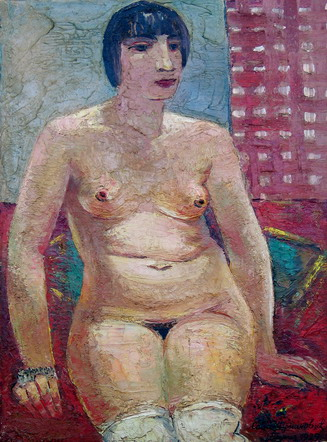
Model from Paris (Kiki) par Sava Sumanovic (1929)
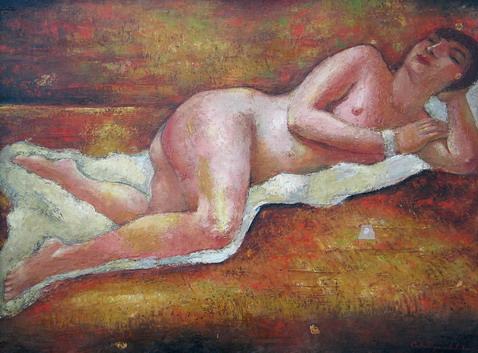
Morning (Kiki) par Sava Sumanovic (1929).

## Modèle d'œuvres plastiques
- Alexander Calder, Kiki de Montparnasse ou Masque, 1930, fil de fer, 30,5 × 26,5 × 34,5 cm, Paris, musée national d'art moderne[28].
- Léonard Foujita, Nu à la toile de Jouy, 1922, gouache et encre sur papier, 54,5 × 65,5 cm, Paris, musée national d'art moderne[29].
- Pablo Gargallo, Kiki de Montparnasse, 1928, masque en bronze doré, 20,5 × 17 × 11,5 cm, Paris, galerie Marwan Hoss[30].
- Moïse Kisling :
  - Kiki au pull rouge, huile sur toile, Genève, musée du Petit Palais[31] ;
  - Kiki de Montparnasse, 1924, huile sur toile, Taïnan, Chimei Museum[32].
- Man Ray :
  - Le Violon d'Ingres, 1924, photographie, épreuve aux sels d'argent rehaussée à la mine de plomb et à l'encre de Chine et contrecollée sur papier, Paris, musée national d'art moderne[33] ;
  - Noire et Blanche, 1926, photographie.

## Filmographie
- 1923 : L'Inhumaine de Marcel L'Herbier
- 1923 : Le Retour à la raison (court métrage) de Man Ray
- 1923 : Ballet mécanique (court métrage) de Fernand Léger
- 1923 : La Galerie des monstres de Jaque Catelain
- 1924 : Entr'acte (court métrage) de René Clair
- 1926 : Emak Bakia (court métrage) de Man Ray
- 1928 : L'Étoile de mer de Man Ray
- 1928 : Paris express / Souvenirs de Paris (court métrage) de Pierre Prévert et Marcel Duhamel
- 1930 : Le Capitaine jaune d'Anders Wilhelm Sandberg
- 1933 : Cette vieille canaille d'Anatole Litvak
- 1934 : Iris perdue et retrouvée de Louis Gasnier - Elle fait une apparition, jouant son propre rôle dans un grand café de Montparnasse reconstitué en studio[34],[35],[36].

## Publications
- Les Souvenirs de Kiki, préface de Foujita, ; six illustrations et reproductions de tableaux de l'auteur ; dix photographies de Man Ray, Paris, H. Broca, 1929, 174 p.
- Souvenirs, introduction d’Ernest Hemingway et Foujita, avant-propos et notes de Billy Klüver et Julie Martin, traduction de Dominique Lablanche, Hazan, 1999, 279 p.
- Souvenirs retrouvés, préface de Serge Plantureux, José Corti, 2005, 319 p.[37],[38]

## Postérité

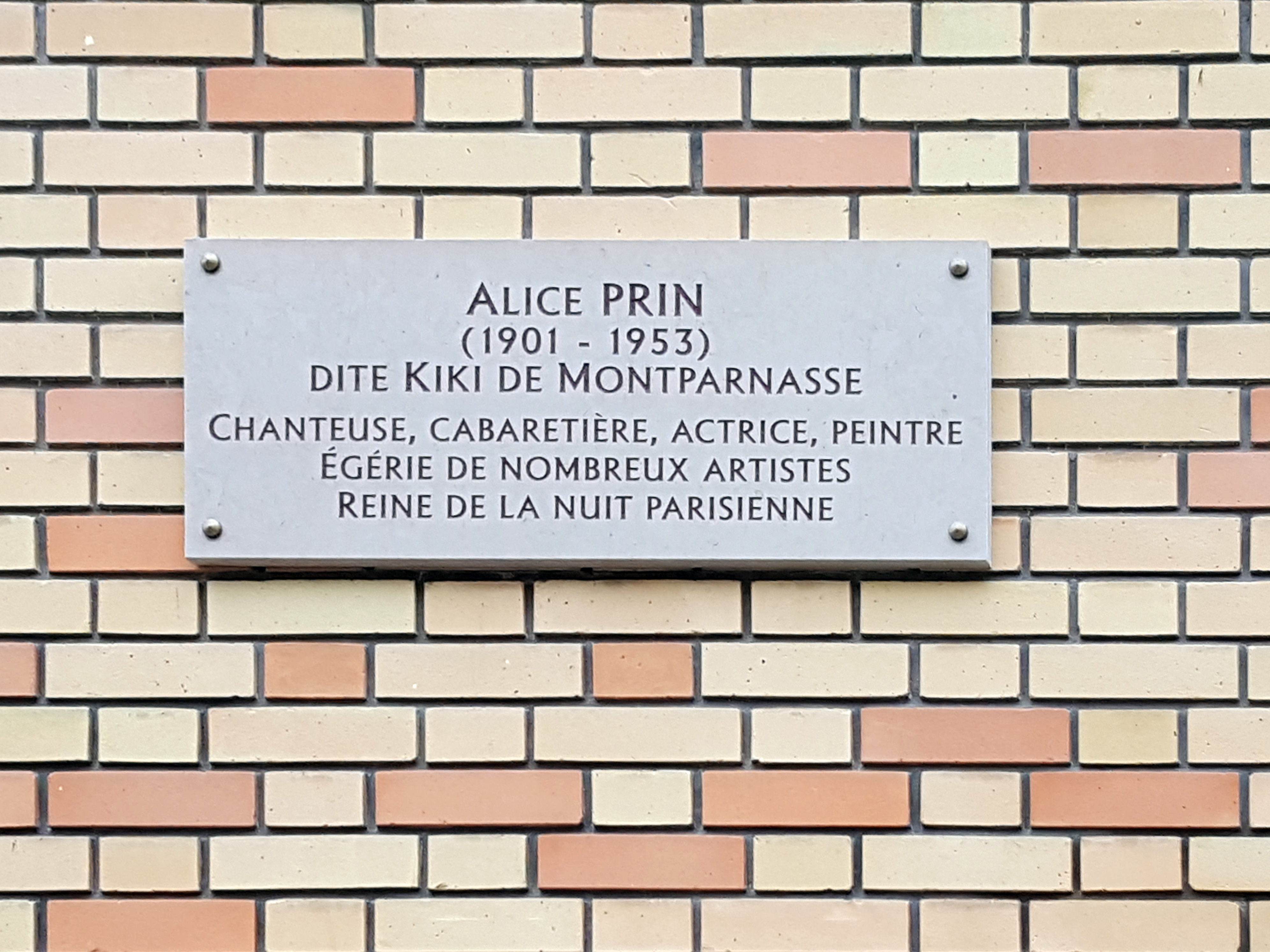
Plaque Kiki de Montparnasse à Paris XIVè.

### En bande dessinée
En bande dessinée, Kiki de Montparnasse fait l'objet d'un album biographique, Kiki de Montparnasse, dessinée par Catel et scénarisée par José-Louis Bocquet, paru chez Casterman dans la collection « Écritures » en 2007. Cette bande dessinée a reçu plusieurs prix :
- le prix grand prix RTL de la bande dessinée en 2007[39] ;
- le prix 2007 du meilleur album au Lyon BD festival[40] ;
- le prix du public Cultura en 2008 au festival international de la bande dessinée d'Angoulême.

### Au cinéma
Kiki de Montparnasse est le personnage principal du court métrage d'animation français Mademoiselle Kiki et les Montparnos d'Amélie Harrault (2012) qui obtient le César du meilleur court métrage d'animation en 2014.

### Au théâtre
- En avril 2007, l'opéra Kiki de Montparnasse fait ses débuts à Paris au Théâtre Rive Gauche, création mondiale par Appel d’Airs - l'Opéra de Poche, sur un livret de l'écrivain et chansonnier Marco Ongaro et la musique du compositeur contemporain Andrea Mannucci[41].
- Kiki de Montparnasse, spectacle musical, est la première adaptation des Souvenirs retrouvés (Éditions José Corti) par Françoise Taillandier, comédienne et Paul Hautreux, pianiste-compositeur qui en sont également les interprètes. Le spectacle a été joué au cabaret du théâtre Jean-Arp (Clamart), au théâtre de la Vieille-Grille (Paris 5e) au musée Mendjisky (Paris 15e), au théâtre du Guichet Montparnasse (Paris 14e) durant les années 2013, 2014 et 2015.
- Un autre spectacle créé par Hervé Devolder au théâtre de la Huchette à Paris, Kiki, avec Milena Marinelli dans le rôle-titre, est en représentation en 2016, notamment dans le cadre du festival Off d'Avignon.
- Jean-Jacques Beineix met en scène sa biographie musicale dans le spectacle Kiki de Montparnasse, joué en 2015 et 2016 au Lucernaire à Paris[42].

### À la télévision
Dans l'épisode de la série Gossip Girl nommé "B & S: fin de règne" (S05E19), la soirée mondaine où se rendent les protagonistes est organisée chez une certaine Kiki de Montparnasse en hommage au modèle français. 